# نادي غانغوون
نادي غانغوون لكرة القدم (بالكورية: 강원도민프로축구단) هو نادي كرة قدم من مقاطعة غانغوون، كوريا الجنوبية. تأسس النادي في 2008.